# Синакха, Монтри
Монтри Синакха (тайск. มนตรี ศรีนาคา; род. 1934) — таиландский легкоатлет, выступавший в беге на короткие дистанции. Участник летних Олимпийских игр 1956 года.

## Биография
Монтри Синакха родился в 1934 году.
В 1954 году участвовал в летних Азиатских играх в Маниле в эстафете 4х100 метров.
В 1956 году вошёл в состав сборной Таиланда на летних Олимпийских играх в Мельбурне. В беге на 200 метров занял в забеге 1/8 финала 6-е место, показав результат 23,88 секунды и уступив 1,82 секунды попавшему в четвертьфинал со 2-го места Ивану Родригесу из Пуэрто-Рико. В эстафете 4х100 метров сборная Таиланда, за которую также выступали Ванчак Ворадилок, Пхайбун Вачапхан и Снех Вонгчаум, заняла в четвертьфинале последнее, 4-е место с результатом 44,37, уступив 3,37 секунды попавшей в полуфинал с 3-го места ОГК.